# Aliança Revolucionària dels Pobles Indígenes
Aliança Revolucionària dels Pobles Indígenes (Indigenous People's Revolutionary Alliance IPRA) és una organització política i militar formada el 27 de maig del 2001 per cinc organitzacions militants de la zona de frontera entre l'Índia i Myanmar, essencialment d'ètnia zomi (mizo) o xin i kuki:
- Organització de Reunificació Zomi (Zomi Reunification Organization ZRO).
- Front Nacional Kuki (Kuki National Front president KNF-P), facció del president.
- Front Nacional Kuki Consell Militar (Kuki National Front Military Council, KNF-MC).
- Convenció Popular Hmar, facció demòcrates (Hmar People's Convention-Democrats, HPC-D).
- Exèrcit Nacional Kuki (Kuki National Army, KNA).

La seva principal finalitat és combatre els naga i meitei. El president és Thanlianpau, ex membre del Parlament de Myanmar (1990), president de l'Organització de Reunificació Zomi.